# Shahrestān-e Nahāvand
Shahrestān-e Nahāvand (persiska: شهرستان نهاوند, نهاوند) är en delprovins (shahrestan) i Iran.   Den ligger i provinsen Hamadan, i den nordvästra delen av landet, 300 km sydväst om huvudstaden Teheran.
Delprovinsen hade 178 787 invånare 2016.